# Aristea palustris
Aristea palustris är en irisväxtart som beskrevs av Rudolf Schlechter. Aristea palustris ingår i släktet Aristea och familjen irisväxter. Inga underarter finns listade i Catalogue of Life.